# Parahormetica punctata
Parahormetica punctata är en kackerlacksart som beskrevs av Henri Saussure 1873. Parahormetica punctata ingår i släktet Parahormetica och familjen jättekackerlackor. Inga underarter finns listade i Catalogue of Life.